# 노래의섬
노래의섬은 노래의 섬 조성으로 국민의 문화적 삶의 질 향상과 한국가요의 국제경쟁력을 제고하기 위하여 2000년 11월 14일 설립된 문화체육관광부 소관의 재단법인이다. 사무실은 서울특별시 종로구 인사동길 9-4, 2층 (인사동)에 있다.

## 주요 업무
- 노래의섬 관련사업
- 노래박물관 설립운영
- 노래문화 연구 및 창작사업